# NGC 1387
NGC 1387 (другие обозначения — ESO 358-36, MCG -6-9-7, IRAS03350-3540, FCC 184, PGC 13344) — линзообразная галактика в созвездии Печь.
Этот объект входит в число перечисленных в оригинальной редакции «Нового общего каталога».
Галактика входит в Скопление Печи.
Галактика NGC 1387 входит в состав группы галактик NGC 1399. Помимо NGC 1387 в группу также входят ещё 41 галактика.
Красных шаровых скоплений в NGC 1387 гораздо больше, чем синих, и они имеют более красные цвета, чем в системах шаровых скоплений в других галактиках.